# Oppidum

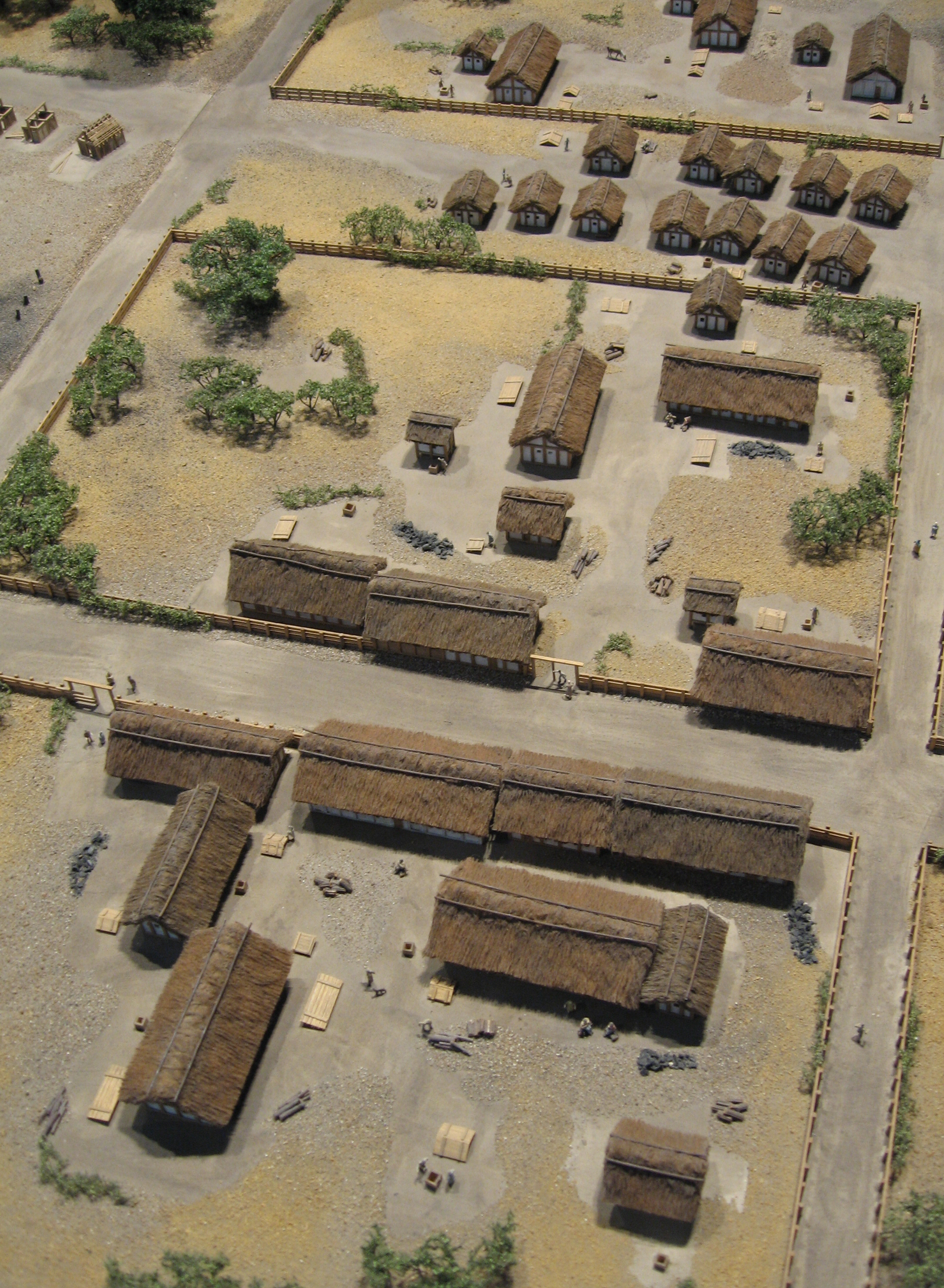
Planimetria ortogonale dell'area centrale dell'oppidum di Manching

I Latini chiamavano oppidum una città fortificata priva di un confine sacro (il pomerio), proprio invece dell'urbe. È in uso anche l'adattamento italiano del termine: òppido, presente in alcuni toponimi quali, ad esempio, Oppido Mamertina.
Con l'espansione dello Stato romano e la trasformazione di Roma in Urbe per antonomasia, vennero individuati come oppida gli insediamenti cittadini fortificati, più grandi del semplice vicus, ma non ancora abbastanza estesi per essere indicati come civitas.

## Oppidum celtico
Giulio Cesare utilizzò questo termine anche per gli insediamenti che trovò in Gallia; ogni tribù gallica controllava diversi oppida. La stessa parola viene oggi usata anche per tutte le grandi città pre-romane dell'Europa occidentale e centrale. Molti oppida erano costruiti attorno a una fortezza di collina (hillfort), sebbene di per sé il termine oppidum non implichi necessariamente la presenza di fortificazioni.
Gli oppida circondati da fortificazioni in terra e pietra (il cosiddetto murus gallicus) erano chiamati oppida fortificati, tipo di insediamento della tarda età del bronzo, circondati da un terrapieno e da una fossa. L'oppidum fortificato differisce dalle fortezze di collina in quanto non è necessariamente situato su un rilievo elevato e per il fatto di essere un insediamento permanente con una rilevante funzione economica. Oltre che come fortezze di collina rioccupate, si possono trovare anche a bordo valle e vicino ai fiumi. Prove ottenute da scavi archeologici suggeriscono che erano centri di commercio, politici e religiosi, con determinate aree all'interno di esso che venivano dedicate a ciascuna funzione. 
Si trovano in Germania, nel Baden Würtenberg, nella Francia Settentrionale, in Belgio e nella parte meridionale della Gran Bretagna e coprono superfici di oltre 100.000 m².
Lo sviluppo degli oppida costituisce una pietra miliare nell'urbanizzazione del continente europeo; gli oppida sono i primi insediamenti a nord del Mar Mediterraneo che possono essere descritti come vere e proprie "città". Cesare racconta che ogni tribù gallica aveva numerosi oppida ciascuno di diversa importanza, ipotizzando perciò una sorta di gerarchia.
I romani, in particolare, utilizzavano l'infrastruttura degli oppida come centri amministrativi per i territori conquistati, e molti divennero poi città romane (questa transizione spesso comportava uno spostamento del centro della città dalla collina alla pianura).

## Esempi
Alcuni esempi di oppida presenti in alcuni paesi.

### Francia
- Salon-de-Provence
- Bibracte (Mont Beuvray)
- Ambrussum, Francia meridionale
- Entremont
- Pech Maho
- Besançon

### Germania
- Alcimoennis
- Erkenbrechtsweiler, Baden-Württemberg, tra Stoccarda e Tubinga
- Manching
- Glauberg

### Italia
- Alife, Campania
- Oppido Mamertina, Calabria
- Pistoia

### Portogallo
- Citânia de Briteiros
- Castrocultura

### Regno Unito
- Camulodunum
- Calleva Atrebatum
- Traprain Law

### Repubblica Ceca
- Stradonice

## Medioevo
Nel medioevale Regno d'Ungheria oppidum era il termine legale latino per le borgate (mezőváros in ungherese), che avevano uno status inferiore rispetto alle libere città reali, ma più importante dei villaggi.